# Landelino
San Landelino (Landelinus) (c. 625-686, Bélgica) fue un abad y santo belga. 
Hacia el 650 fundó un monasterio en Lobbes, en Hainaut, la abadía de Lobbes con el fin de reparar los daños que la guerra había causado en la zona.
Fundó la Abadía de Crespin, y se le acredita también la fundación de la abadía de Aulne.
En cuanto el número de monjes creció y la vida de la comunidad estuvo asegurada, Landelino renunció a su cargo de abad para llevar una vida de austeridad. 